# Spoorlijn Limerick - Ballybrophy
De spoorlijn Ballybrophy - Limerick is een spoorlijn in Ierland. De lijn verbindt Ballybrophy aan de hoofdlijn Dublin - Cork, met Limerick. De route vanaf Limerick naar Ballybrophy vormt de kortste verbinding tussen Limerick en Dublin. Toch rijden de directe treinen tussen beide steden vrijwel allemaal via Limerick Junction.